# Stephen Roskill
Stephen Wentworth Roskill (ur. 1 sierpnia 1903 w Londynie, zm. 4 listopada 1982 w Cambridge) − brytyjski oficer i historyk marynarki, autor oficjalnej historii Royal Navy w czasie II wojny światowej.
Po ukończeniu Royal Naval College w Osborne i Dartmouth Stephen Roskill rozpoczął w 1921 roku służbę w Royal Navy jako midszypmen na krążowniku "Durban", przydzielonym do China Station. Był równocześnie asystentem komandora Stephena King-Halla, w pracy nad jego książką Western Civilization and the Far East. Od 1925 do 1926 roku służył w America and West Indies Station, przez kolejny rok stacjonował w Niemczech. W 1927 roku rozpoczął kurs artyleryjski w szkole HMS Excellent, a po jego ukończeniu pozostał tam jako wykładowca do 1930 roku. W tym samym roku ożenił się z Elizabeth van der Bergh, z którą mieli czterech synów i trzy córki.
W latach 1930−1939 kolejno pełnił funkcję oficera artyleryjskiego na pancerniku "Royal Sovereign" i lotniskowcu "Eagle", ponownie wykładowcy w HMS Excellent oraz oficera artyleryjskiego na pancerniku "Warspite". W 1938 roku awansował do stopnia komandora porucznika (Commander). Po wybuchu wojny przeniesiono go do sztabu Admiralicji. W 1941 roku powrócił na morze, na krążownik "Leander", służący na Pacyfiku. W 1944 roku został jego dowódcą, w stopniu komandora (Captain). W latach 1944−1945 wchodził w skład przedstawicielstwa Admiralicji w Stanach Zjednoczonych. W 1946 roku był obserwatorem amerykańskich prób z bronią atomową na atolu Bikini, przez następne dwa lata pracował w wywiadzie Admiralicji. Odszedł ze służby w 1948 roku.
Po przejściu do cywila rozpoczął karierę jako historyk wojny morskiej. W latach 1949−1960 był historykiem II wojny światowej przy rządzie brytyjskim. Praca na tym stanowisku zaowocowała między innymi wydaniem pomiędzy 1954 a 1961 rokiem oficjalnej, trzytomowej historii wojny morskiej The War at Sea 1939–1945. Od 1961 roku do śmierci pracował w Churchill College na Uniwersytecie w Cambridge. Był członkiem British Academy, otrzymał doktoraty honorowe uniwersytetów w Leeds i Oksfordzie, zaś w 1975 roku został odznaczony prestiżowym Chesney Gold Medal, nadawanym przez Royal United Services Institute.